# Лінкольн (округ, Орегон)
Шаблон:StateAbbr_ 44°38′ пн. ш. 123°55′ зх. д. / 44.64° пн. ш. 123.91° зх. д.
Округ  Лінкольн (англ. Lincoln County) — округ (графство) у штаті  Орегон, США. Ідентифікатор округу 41041.

## Історія
Округ утворений 1893 року.

## Демографія
За даними перепису 
2000 року 
загальне населення округу становило 44479 осіб, зокрема міського населення було 27640, а сільського — 16839.
Серед мешканців округу чоловіків було 21551, а жінок — 22928. В окрузі було 19296 домогосподарств, 12244 родин, які мешкали в 26889 будинках.
Середній розмір родини становив 2,75.
Віковий розподіл населення поданий у таблиці:
| Стать    | До 15 років | 15-21 | 22-29 | 30-39 | 40-49 | 50-65 | 65-85 | Понад 85 |
| -------- | ----------- | ----- | ----- | ----- | ----- | ----- | ----- | -------- |
| Чоловіки | 3974        | 1933  | 1568  | 2513  | 3457  | 4293  | 3529  | 284      |
| Жінки    | 3626        | 1774  | 1481  | 2587  | 3822  | 4765  | 4303  | 570      |

## Суміжні округи
- Тілламук — північ
- Полк — схід
- Бентон — схід
- Лейн — південь

## Виноски
1. ↑  U.S. Decennial Census. United States Census Bureau. Архів оригіналу за 19 липня 2018. Процитовано 26 лютого 2015.
2. ↑  Historical Census Browser. University of Virginia Library. Архів оригіналу за 11 серпня 2012. Процитовано 26 лютого 2015.
3. ↑  Forstall, Richard L., ред. (27 березня 1995). Population of Counties by Decennial Census: 1900 to 1990. United States Census Bureau. Архів оригіналу за 19 лютого 2015. Процитовано 26 лютого 2015.
4. ↑  Census 2000 PHC-T-4. Ranking Tables for Counties: 1990 and 2000 (PDF). United States Census Bureau. 2 квітня 2001. Архів оригіналу (PDF) за 18 грудня 2014. Процитовано 26 лютого 2015.
5. ↑  State & County QuickFacts. United States Census Bureau. Архів оригіналу за 20 червня 2011. Процитовано 15 листопада 2013.(англ.) Наведено за англійською вікіпедією.
6. ↑  American FactFinder. Бюро перепису населення США. Архів оригіналу за 26 лютого 2012. Процитовано 31 січня 2008.

| США | Це незавершена стаття з географії США. Ви можете допомогти проєкту, виправивши або дописавши її. |